# Muchamedżan Jerlepesow
Muchamedżan Nogajuły Jerlepesow (ros. Мухамеджан Ногаевич Ерлепесов; ur. 30 grudnia 1911 w obwodzie syrdarskim, zm. 9 września 1987 w Ałma-Acie) – radziecki i kazachski naukowiec i polityk, I sekretarz Południowokazachstańskiego Komitetu Obwodowego Komunistycznej Partii (bolszewików) Kazachstanu (1947–1952).
W 1935 ukończył Kazachski Instytut Rolniczy, 1935–1941 był pracownikiem naukowym, kierownikiem wydziału i dyrektorem kazachskiej strefowej stacji doświadczalnej uprawy buraków, od 1940 w WKP(b), 1941–1943 szef wydziału politycznego stanicy maszynowo-traktorowej, 1943–1947 instruktor i zastępca kierownika Wydziału Rolnego KC KP(b)K. 1947–1952 I sekretarz Południowokazachstańskiego Komitetu Obwodowego KP(b)K, 1952–1959 dyrektor doświadczalnej stacji rolniczej w Ałma-Acie, następnie dyrektor Kazachskiego Instytutu Naukowo-Badawczego Rolnictwa. Od 1966 doktor nauk rolniczych, od 1968 profesor, kierownik wydziału i konsultant naukowy Kazachskiego Instytutu Naukowo-Badawczego Rolnictwa.

## Odznaczenia
- Order Rewolucji Październikowej
- Order Czerwonego Sztandaru Pracy (trzykrotnie)
- Order Wojny Ojczyźnianej II klasy
- "Zasłużony Działacz Nauki Kazachskiej SRR" (1960)